# Felsenkrankenhaus-Atombunker-Museum

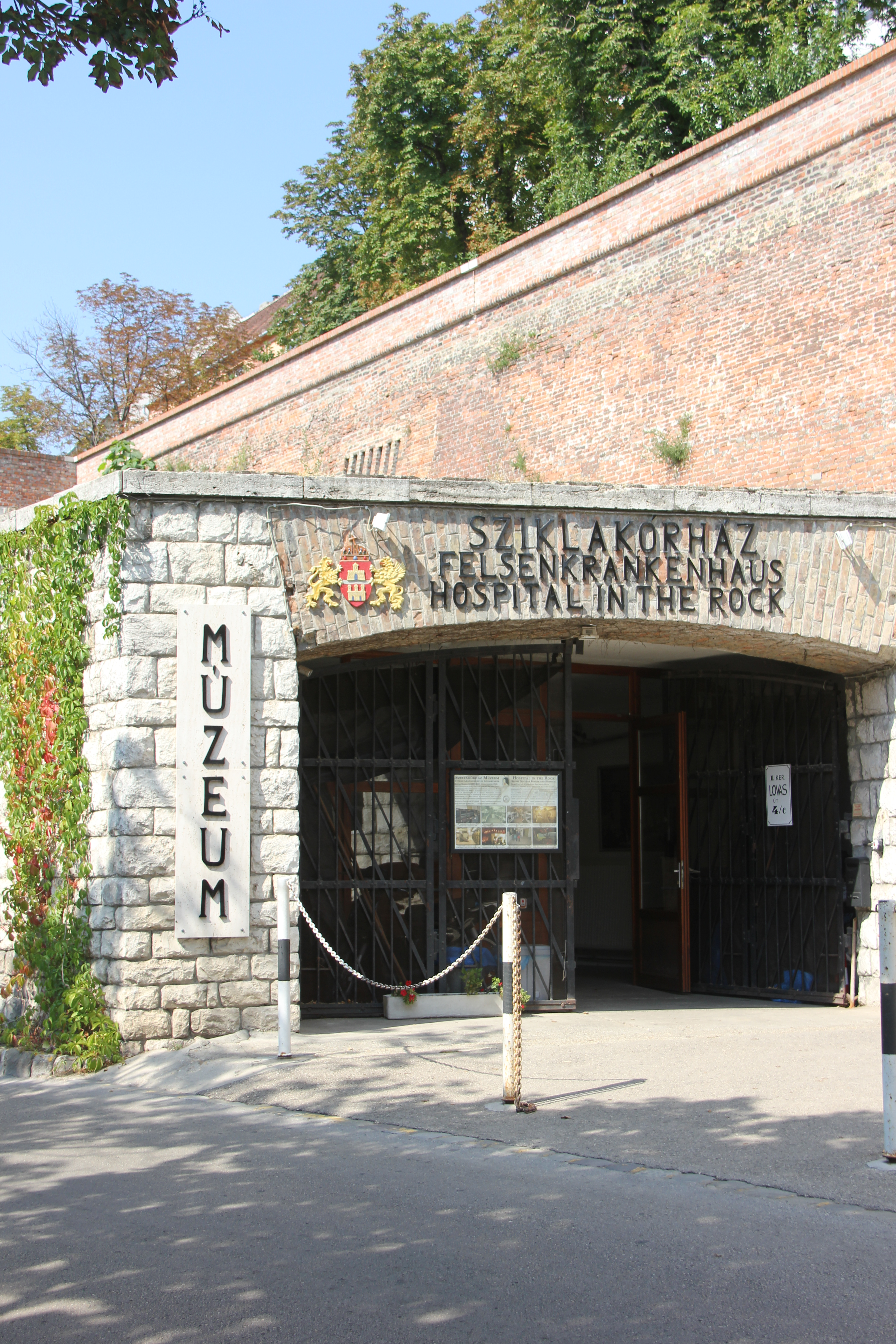
Eingang des Museums (2013)

Das Felsenkrankenhaus-Atombunker-Museum (ungarisch Sziklakórház Atombunker Múzeum) in Budapest ist ein Museum in einem ehemaligen unterirdischen Krankenhaus, dem Felsenkrankenhaus (ursprünglich: Székesfővárosi Sebészeti Szükségkórház bzw. Hauptstädtisches Notfallkrankenhaus für Chirurgie, fälschlich auch Krankenhaus für Luftschutz). Es befindet sich unter dem Budaer Burgviertel auf einer Fläche von ca. 2.300 m² und wurde während des Zweiten Weltkriegs und des Ungarischen Volksaufstandes benutzt.
Während des Kalten Krieges bis 2002 war es ein streng geheimes Objekt, ein sogenanntes „Luftschutzkrankenhaus“, mit dem Zeichen LOSK 0101/1. 2008 wurde darin ein Museum mit der größten Wachsfigurenausstellung in Ungarn eröffnet. Es stellt die Geschichte des Krankenhauses, die Entwicklung der Militärmedizin, sowie die Instrumente und Geräte des Zivilschutzes dar.
Die Ausstellung wurde vom Militärhistorischen Museum und Institut, dem staatlichen Vorstand für Katastrophenschutz, dem Vorstand für Zivilschutz und dem Hl.-Johann-Krankenhaus gestaltet.

## Geschichte

### 1939–1945

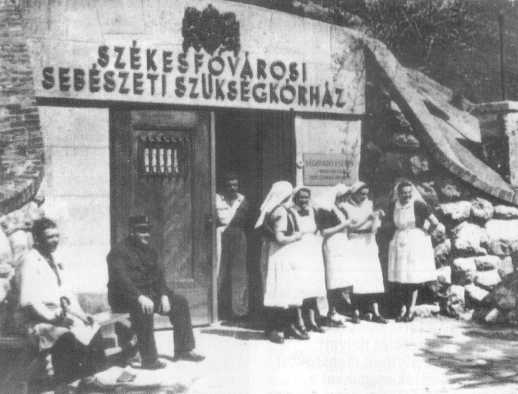
Eingang des Krankenhauses (1944)

Das Felsenkrankenhaus (ursprünglich: Hauptstadt-Notfallkrankenhaus für Chirurgie, manchmal falsch als Krankenhaus für Luftschutz bezeichnet) befindet sich unter dem Budaer Burgviertel. Unter dem Burgberg läuft ein 10 km langes, natürliches Höhlen- und Kellersystem, das von den Bewohnern immer benutzt und erweitert wurde. Vor dem Zweiten Weltkrieg befestigten sie diese Systeme, beschränkten die Zahl der Eingänge und verbanden einige Räume miteinander, damit das in 10–15 Metern Tiefe befindliche System im Fall von Luftangriffen als Schutzraum benutzt werden konnte.
Der I. Bezirk und die Burg funktionierte damals als Regierungsviertel. Dies war neben dem Luftschutz und medizinischen Belangen ein Grund dafür, dass Szendy Károly, der Bürgermeister des Viertels, den Bau eines Luftschutzkrankenhauses anordnete.
Um die Kosten zu verringern, wurde das Krankenhaus am Höhlensystem ausgerichtet – aus Räumen wurden Krankensäle, aus Gängen wurden Flure gemacht.
Die Bauarbeiten verliefen sehr rasch zwischen 1939 und 1944, und so konnte im Februar 1944 das Chirurgische Notfallkrankenhaus für die Hauptstadt eröffnet werden. Die Hauptaufgabe des Krankenhauses war, eine allgemeine Erste Hilfe zu leisten, so behandelte es Zivilisten und Militärpersonal, die während Luftangriffen verwundet wurden. 
An der Eröffnungsfeier nahm die Witwe von István Horthy (Gräfin Ilona Edelsheim-Gyulai), die Hauptkrankenschwester des Roten Kreuzes, teil. 
Es wurde dem Heiligen-Johann-Krankenhaus unterstellt, der Direktor wurde István Kovács, Assistenzprofessor und Chefarzt der Chirurgie. Ungefähr vierzig Ärzte arbeiteten zu dieser Zeit im Krankenhaus in Wechselschichten. Die Versorgung wurde von zahlreichen freiwilligen Krankenschwestern des Roten Kreuzes unterstützt, wie zum Beispiel Gräfin Cziráki und Gräfin Andrássy.
Die Kapazität des Krankenhauses umfasste ca. 200 Personen, aber während der Belagerung von Budapest war es völlig überfüllt. Laut Augenzeugen gab es hier 650 bis 700 Patienten, und diejenigen, für die es keinen Platz im Krankenhaus gab, wurden ins Höhlensystem gelegt. 
Die Mortalität war sehr hoch wegen der Infektionen und wegen des Mangels an Medikamenten und Geräten.
Im Krankenhaus waren Zivilisten und Soldaten zusammen untergebracht, für Frauen gab es einen eigenen Saal. Auch deutsche Soldaten wurden hier behandelt, meistens aber stattdessen in ihrem eigenen Lazarett. Es gab hier auch Schwaben (Ungarndeutsche), die zur Waffen-SS gezwungen wurden.
Durch die Generatoren des Krankenhauses konnte man während der Belagerung von Budapest dessen Röntgenapparat und die anderen Instrumente benutzen, während dies bei den meisten anderen Krankenhäusern nicht möglich war. Im Krankenhaus gab es 30 zum Arbeitsdienst verpflichtete jüdische Ärzte, die die Pfeilkreuzler später nicht deportieren konnten, dank des Kommissars des Bezirks. Sie waren wie ungarische Militärärzte gekleidet und konnten so das Leben von ungarischen Zivilisten und Soldaten retten. An dem Tag des Ausbruchs verließen die ambulant behandelten Patienten das Krankenhaus, andere blieben bis zum Mai 1945 zu Hause oder wurden zu anderen Krankenhäusern gebracht.

### 1946–1952
Die meisten Geräte wurden weggebracht, einige Krankensäle wurden von Privatfirmen gemietet und bis 1949 stellte man hier eine Schutzimpfung gegen Typhus für Jugoslawien her. Zu Beginn der 1950er Jahre wurde die Anlage als streng geheim eingestuft – sie blieb so bis 2002. Sie bekam das Codezeichen LOSK 0101/1. 
Wegen des Kalten Krieges begann hier im Jahr 1952 eine Erweiterung, das Krankenhaus bekam auch einen neuen Krankensaal.

### 1956–1957
Obwohl es nicht darauf vorbereitet war, musste man das Krankenhaus am 24. Oktober 1956 während der Revolution eröffnen. Es wurden Zivilisten und Soldaten behandelt, und es wurden Jungen und ein Mädchen dort geboren. Nach der Niederschlagung der Revolution war es ein Gefängniskrankenhaus. Bis zum Ende des Jahres wurden die hier liegenden Patienten weggebracht und verhaftet (außer Endre Bácskai, er konnte fliehen). Im Jahr 1963 bekamen sie Amnestie.

### 1958–1962
Zwischen 1958 und 1962 wurde das Krankenhaus erweitert und umgebaut, um es im Fall eines Atomangriffes benutzen zu können. Damals wurden der Protokollflur (für Dekontamination) sowie die Lüftungs- und Wasseranlage ausgebaut. Es hatte auch eine Quelle und Saugpumpe an der Donau, Kampfgasfilter und eine Anlage für Energieversorgung. Es hatte auch zwei GANZ-Dieselgeneratoren, mit denen man das Krankenhaus auch im Fall eines Stromausfalles betreiben konnte. Für diese Aufgaben stellte man kompromittierte Personen ein – die nach 1956 keinen anderen Job bekommen konnten. Der Bauleiter, István Bakonyi, wurde von der Hauptstadt eingestellt. Es wurde auch von einem Hausmeister kontrolliert: „Szabó bácsi“ (Ohm Szabó) wurde von dem AHV (ungarischer Staatssicherheitsdienst) beauftragt.

### 1962–2007
Das Krankenhaus wurde fertiggestellt und weiterhin vom Heiligen-Johann-Krankenhaus beaufsichtigt. Laut dem Plan mussten im Fall eines Angriffes Ärzte und Krankenschwestern hierhin kommen, um, nach 72 Stunden völliger und partieller Blockierung, Patienten zu behandeln. Das Krankenhaus hatte damals eine leistungsfähige Klimaanlage.
Wegen der Entwicklung der Militärtechnologie ist es seit den 60er Jahren veraltet. Abstellen wollte es aber niemand: das Heiliger-Johann-Krankenhaus hat es verwaltet, und der Zivilschutz hat es als Lagerstelle benutzt. Bis Mitte der 80er Jahre kamen Ärzte und Krankenschwestern für die sogenannte Zivilschutz-Übung ins Krankenhaus. Es gab hier auch eine Hausmeisterfamilie bis 2004, sie wohnte im vorderen Teil des heutigen Museums und hielt heimlich das Krankenhaus instand. Die Lüftungs- und elektrischen Anlagen mussten von Herrn Mohácsi gewartet werden, seine Frau musste alles sauber machen, sterilisieren und alle zwei Wochen die Betten neu machen. Nach 2004 wurden die Zeitarbeiten von den Angestellten des Heiligen-Johann-Krankenhauses erledigt. Zwischen 2004 und 2006 nutzte es das Krétakör-Theater für eine Vorstellung. 2006 konnte man es an dem Tag des Kulturerbes besuchen. Bis 2007 wurde es aber weder renoviert noch modernisiert.

## Das Museum

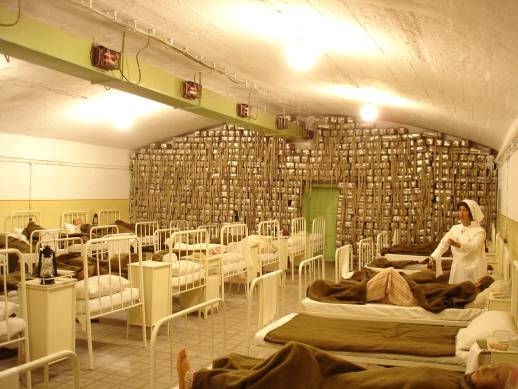
Krankensaal im Museum

Seit 2007 wird es ständig renoviert, bis heute werden die Erinnerungen von Augenzeugen gesammelt und die geschichtlichen Arbeiten laufen. 2007, auf Initiative des Militärhistorischen Museums und zahlreicher anderer fachlicher Institutionen, hat die Sziklakórház Gemeinnützige Nonprofit Kft. die Anlage besuchbar gestaltet. Die Bauarbeiten wurden selbst finanziert. Teilweise wurde das Museum schon in der Nacht der Museen 2007 eröffnet. Gefolgt von weiteren Arbeiten, ist das Museum seit März 2008 ständig geöffnet. Die Ausstellung wird jährlich erweitert, mit dem Titel „Geheimes Luftschutzkrankenhaus und Atombunker“. 2014 wurde das Museum von dem Minister des Ministeriums für Humanressourcen als thematisches Museum anerkannt, seitdem heißen das Museum und die Ausstellung „Felsenkrankenhaus-Atombunker-Museum“.

### Ausstellungseröffnungen, Jubiläen
- 2008 Militärkrankenhaus und Sanitärausstellung aus dem Zweiten Weltkrieg, die Revolution im Jahr 1956 und der Kalte Krieg
- 2008 Atombunker und Zivilschutz-Ausstellung (Kalter Krieg)
- 2008 Zivilschutz Alarmzentrale 1944
- 2009 das 65-jährige Jubiläum der Eröffnung des Felsenkrankenhauses im Jahr 1944 – Sanitärausstellung: medizinische Instrumente und Apparate zwischen 1940 und 1980
- 2010 Schulprogramm: „Menschen in der Unmenschlichkeit“
- 2011 Ausstellung zu Ehren von Friedrich Born
- 2012 Ausstellung: Spezialeinheiten des Militärs
- 2014 das 70-jährige Jubiläum der Eröffnung des Krankenhauses im Jahr 1944 – „das Felsenkrankenhaus kommt zum Leben“
- 2015 Ausstellung anlässlich des 70. Jahrestags des Abwurfs der Atombomben auf Hiroshima und Nagasaki – „Jetzt bin ich der Tod geworden, der Zerstörer von Welten“

## Lage
Das Krankenhaus in der Lovas út 4/c ist fußläufig von der Matthiaskirche in südwestliche Richtung zu erreichen. Der Eingang liegt auf der „Rückseite“ des Burgbergs, unterhalb von Szentháromság utca und Tóth Árpád sétány.